# Кубок Нідерландів з футболу

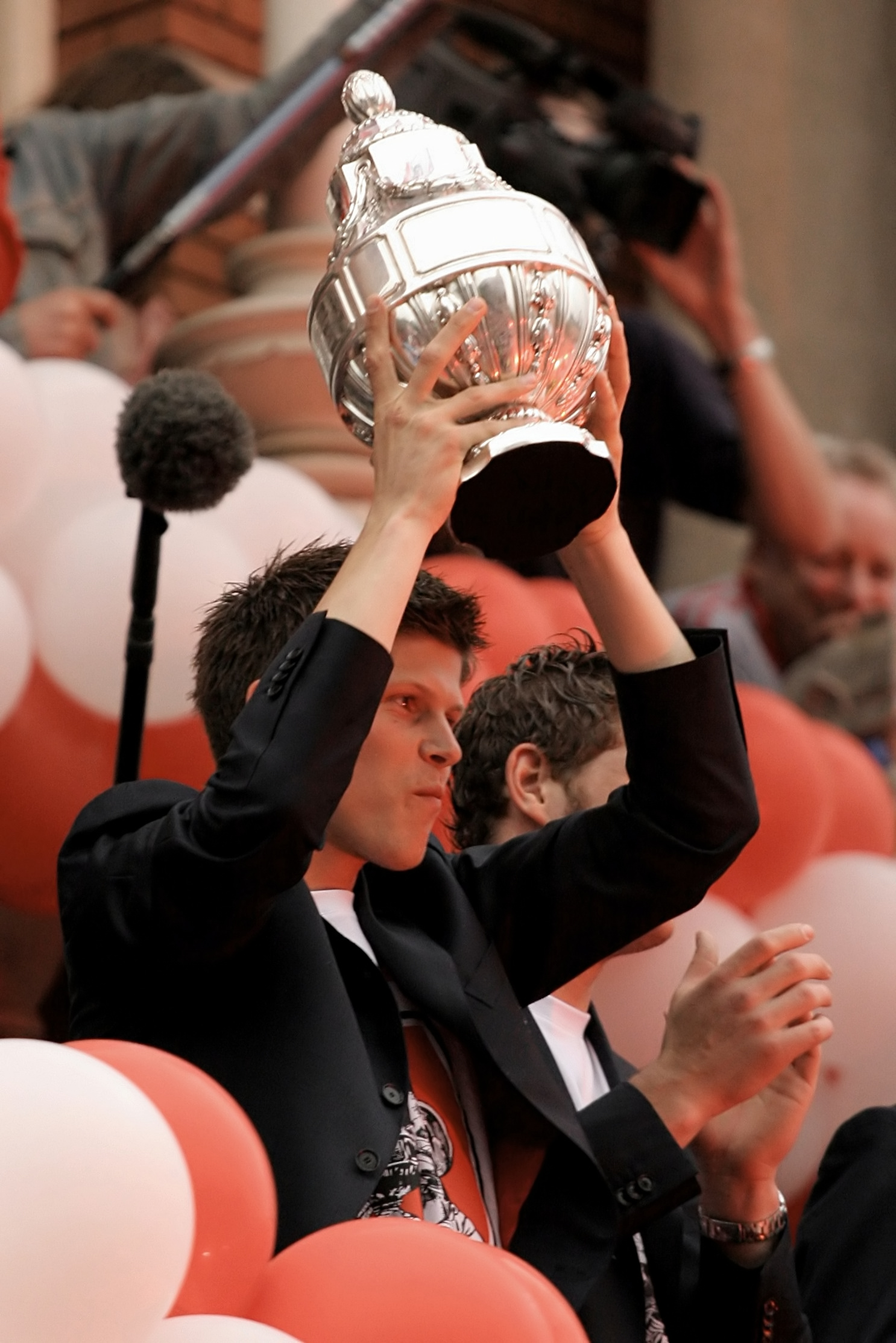
Кубок Нідерландів з футболу в руках Класа-Яна Гунтелара («Аякс»)

Кубок Нідерландів з футболу (нід. Koninklijke Nederlandse Voetbal Bond beker, KNVB, досл. «Кубок Королівської нідерландської футбольної федерації») — другий за значенням футбольний турнір Нідерландів, проводиться національною футбольною федерацією країни з 1899 року.
Змагання організовані у формі турніру з грою на виліт, за принципом, аналогічним до Кубка Англії з футболу, найстарішого футбольного турніру світу. Починаючи з 1988 року фінальна гра розіграшу Кубка Нідерландів традиційно відбувається у Роттердамі на стадіоні «Феєнорд».

## Учасники змагання
Участь у розіграші Кубка Нідердландів з футболу беруть усі команди, що виступають у двох професійних лігах країни: Ередивізі (вищій) та Еерсте Дівізі (першій). У змаганнях за Кубок також беруть участь аматорські клуби — по 4 найкращих команди з кожної з 6 регіональних аматорських ліг вищого рівня, а також визначені жеребкуванням команди з ліг другого рівня аматорського футболу країни.
Загальна кількість команд-учасниць розіграшу — 88.

## Суперкубок та континентальні турніри
Переможець розіграшу Кубка Нідерландів та переможець сезону в Ередивізі розігрують між собою Суперкубок Нідерландів, також відомий як Кубок Йогана Кройфа.
Переможець Кубка Нідерландів отримував право участі у Кубку володарів кубків УЄФА, а після його скасування у 1999 році — у Кубку УЄФА, який з 2009 року трансформувався у Лігу Європи. Якщо за результатами першості в Ередивізі команда-переможець Кубка Нідерландів отримує право участі у Лізі Чемпіонів УЄФА, її місце у Лізі Європи переходить до фіналіста Кубка.

## Володарі Кубка
Чинний володар Кубка Нідерландів — ПСВ.
Протягом історії проведення змагання перемогу в Кубку Нідерландів святкували 37 команд, найбільшу кількість перемог у турнірі мають:
| Клуб            | Фіналів | Фіналів  | Роки перемог |
| Клуб            | Виграно | Програно | Роки перемог |
| --------------- | ------- | -------- | --- |
| «Аякс»          | 20      | 8        | 1917, 1943, 1961, 1967, 1970, 1971, 1972, 1979, 1983, 1986, 1987, 1993, 1998, 1999, 2002, 2006, 2007, 2010, 2019, 2021 |
| «Феєнорд»       | 14      | 4        | 1930, 1935, 1965, 1969, 1980, 1984, 1991, 1992,1994, 1995, 2008, 2016, 2018, 2024                                      |
| ПСВ             | 11      | 8        | 1950, 1974, 1976, 1988, 1989, 1990, 1996, 2005, 2012, 2022, 2023                                                       |
| АЗ              | 4       | 4        | 1978, 1981, 1982, 2013                                                                                                 |
| «Квік Ден Гаг»  | 4       | –        | 1909, 1910, 1911, 1916                                                                                                 |
| «Твенте»        | 3       | 4        | 1977, 2001, 2011 |
| «Утрехт»        | 3       | 3        | 1985, 2003, 2004 |
| «Спарта»        | 3       | 2        | 1958, 1962, 1966 |
| «Конінклейке»   | 3       | –        | 1904, 1913, 1915 |
| «Гоу Егед Іглз» | 1       | 1        | 2025 |